# Johnny Rafelambolasoa
Alain Johnny Rafelambolasoa (ur. 6 kwietnia 1985 w Antananarywie) – madagaskarski piłkarz grający na pozycji obrońcy. W swojej karierze rozegrał 14 meczów w reprezentacji Madagaskaru.

## Kariera klubowa
Do 2012 roku Rafelambolasoa grał w klubie Japan Actuel’s FC. W 2013 roku grał w AS Adema, a w latach 2014-2015 był zawodnikiem AS Saint Michel. W 2014 roku zdobył z nim Puchar Madagaskaru. W 2016 roku najpierw grał w AS Adema, a następnie ponownie trafił do AS Saint Michel, w którym grał do końca swojej kariery. W sezonach 2016 i 2017 wywalczył z nim dwa wicemistrzostwa Madagaskaru.

## Kariera reprezentacyjna
W reprezentacji Madagaskaru Rafelambolasoa zadebiutował 22 kwietnia 2017 roku w wygranym 1:0 meczu Mistrzostw Narodów Afryki 2018 z Malawi, rozegranym w Antananarywie. Od 2017 do 2018 wystąpił w kadrze narodowej 14 razy.